# TPWC
TPWC (skrót od Trzecie Pokolenie Warszawskiej Colendy) – polska grupa muzyczna wykonująca hip-hop. Powstała w 1996 roku w Warszawie z inicjatywy raperów Pona i Sokoła. Rok później jej członkowie wraz z zespołem Fundacja nr 1 utworzyli kolektyw pod nazwą ZIP Skład. Do 2007 roku działalność TPWC miała charakter niejednostajny i obejmowała jedynie występy gościnne. Debiutancki album formacji, sygnowany jako Sokół feat. Pono pt. Teraz pieniądz w cenie ukazał się tego samego roku. Na wydawnictwie znalazł się m.in. utwór „W aucie”, który przysporzył duetowi ogólnopolskiej popularności, wykraczającej poza środowisko fanów muzyki hip-hopowej.
Kolejne nagrania formacji ukazały się na płytach Ty przecież wiesz co (2008) i To prawdziwa wolność człowieka (2009). Ostatnia z nich była sygnowana jako produkcja Pono feat. Sokół. Wydawnictwa nie odniosły jednak porównywalnego sukcesu komercyjnego w stosunku do debiutu. W 2010 roku działalności zespołu ulegała wstrzymaniu. Pono skoncentrował się na karierze solowej i pracy działacza społecznego. Natomiast Sokół podjął się kontynuacji działalności artystycznej w duecie wraz z piosenkarką Marysią Starostą, wraz z którą pozostawał w związku partnerskim.
Według wypowiedzi Sokoła z 2022 jego twórczość w duecie z Ponem nie stanowi osobnej grupy, tylko są to indywidualne albumy solowe każdego z nich, do których w każdym przypadku dogrywała się druga osoba.

## Historia

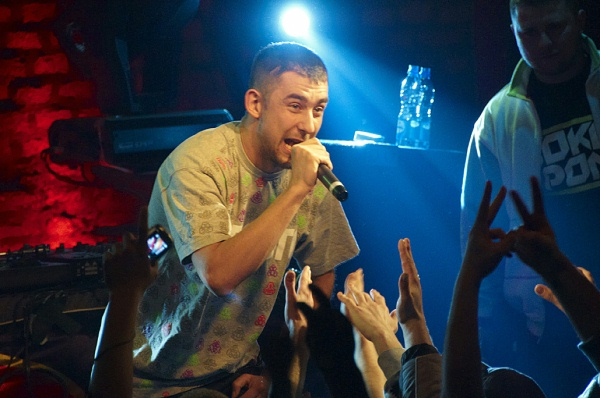
Sokół i Koras podczas koncertu w 2009 roku.

Duet TPWC powstał w 1996 roku w Warszawie z inicjatywy raperów Pona i Sokoła. Rok później jego członkowie wraz z zespołem Fundacja nr 1 utworzyli kolektyw pod nazwą ZIP Skład. W konsekwencji duet TPWC zawiesił działalność. Jedynym, fonograficznym przejawem ówczesnej działalności TPWC był występ gościnny w utworze „Bez refrenu”, który znalazł się na wydanym w 1998 roku albumie producenckim DJ-a 600V – Produkcja hip-hop. W 1999 roku Pono i Sokoł w ramach ZIP Skład nagrali album zatytułowany Chleb powszedni. W międzyczasie Sokół wraz Jędkerem założył zespół WWO wraz z którym do 2005 roku nagrał cztery albumy studyjne: Masz i pomyśl (2000), We własnej osobie (2002), Witam was w rzeczywistości i Życie na kredycie oba wydane w 2005 roku. Natomiast Pono wraz z Korasem i Fu i założył grupę Zipera. Wraz z zespołem nagrał dwa albumy: O.N.F.R. (2000) i Druga strona medalu (2004). Pono podjął także solową działalność artystyczną. Debiut rapera zatytułowany Hołd ukazał się w 2002 roku. W latach 1998–2007 jedynym przejawem działalności TPWC był występ gościnny na płycie białostockiego zespołu WNB – Dowód odpowiedzialności. Zwrotki raperów znalazły się w utworze tytułowym.
14 grudnia 2007 roku nakładem wytwórni muzycznej Prosto ukazał się debiutancki album formacji zatytułowany Teraz pieniądz w cenie. Produkcja sygnowana jako Sokół feat. Pono dotarła do 10. miejsca zestawienia OLiS. Niespełna rok później wydawnictwo uzyskało status złotej płyty. Album został wyprodukowany m.in. przez Czarnego, muzyka związanego z formacją HiFi Banda oraz przez wykonawcę muzyki tanecznej Roberta M. Wśród gości znaleźli się liczni wykonawcy, przedstawiciele krajów słowiańskich, w tym m.in. Vova Zi Lvova z Ukrainy, czeski raper Orion oraz polska wokalistka Martina. Pierwszą kompozycją promującą debiut był „Uderz w puchara”. Piosenka w trzech różnych aranżacjach była promowana teledyskami, która zrealizował zespół producencki Full-Metal-Jacket. Utwór dotarł ponadto do 16. miejsca Szczecińskiej Listy Przebojów.
Kolejnym utworem promującym pierwsze wydawnictwo TPWC była piosenka „W aucie”. Kompozycja w oryginale została zrealizowana z gościnnym udziałem Jędkera oraz Franka Kimono, postaci wykreowanej przez aktora Piotra Fronczewskiego. W ramach promocji do zremiksowanej wersji utworu z gościnnym udziałem Freda został zrealizowany teledysk, który wyreżyserował Jakub Łubniewski, znany m.in. ze współpracy z grupami WWO i Hemp Gru. Oprócz wykonawców piosenki w obrazie wystąpił także aktor i satyryk Stefan Friedmann. Wideoklip otrzymał ponadto m.in. Fryderyka 2009 oraz wygrał w kategorii scenariusz na Festiwalu Yach Film.
Kolejny album formacji, ponownie sygnowany jako Sokół feat. Pono pt. Ty przecież wiesz co ukazał się 20 grudnia 2008 roku. Płyta wydana przez firmę Prosto dotarła do 13. miejsca zestawienia OLiS. Na wydawnictwie znalazły się utwory wyprodukowane m.in. przez członków formacji WhiteHouse – L.A. i Magierę, Maksa Chornego i DJ-a Stridera. Z kolei wśród gości znaleźli się m.in. piosenkarka Ania Szarmach, wokalista i instrumentalista Bartek Królik, związany z zespołem Sistars oraz zespół Fundacja nr 1. Wydawnictwo było promowane teledyskami do utworów „Miód i cukier” i „Poczekalnia dusz” z gościnnym udziałem Sylwestra Kozery znanego z występów w Kapeli Czerniakowskiej. W 2008 roku duet dał szereg koncertów. Raperzy wystąpili m.in. na festiwalach Hip Hop Kemp i Coke Live Music Festival.

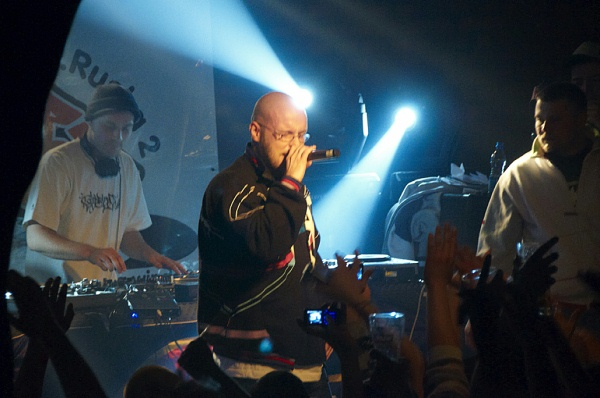
Od lewej: DJ Deszczu Strugi, Pono i Koras podczas koncertu w 2009 roku.

W 2009 roku Sokół i Pono jako TPWC wystąpili gościnnie wraz z Korasem na jedynym albumie zespołu Fundacja nr 1 – Poste restante. W międzyczasie formacja wystąpiła na licznych festiwalach, w tym takich jak: Hollyłódzkie Love Story, Warsaw Challenge, Bachanalia i Kortowiada. 7 grudnia, tego samego roku nakładem utworzonej przez Pona oficyny 3label ukazał się trzeci album duetu zatytułowany To prawdziwa wolność człowieka. Materiał sygnowany jako produkcja Pono feat. Sokół dotarł do 29. miejsca listy OLiS. Album został wyprodukowany przez Piotra Skotnickiego, znanego m.in. z występów w punkowym zespole Włochaty. Na płycie gościnnie wystąpili ponadto m.in. perkusista Michał Dąbrówka, DJ Deszczu Strugi oraz O.S.T.R., który oprócz partii rapu zagrał na skrzypcach elektrycznych. W ramach promocji do utworów „Nic na siłę” i „Złudzenie”, odpowiednio w reżyserii Kobasa Laksy i Sebastiana Perchla. W drugiej z piosenek gościnnie wystąpił Jędker.
W lutym 2010 roku wydawnictwo Ty przecież wiesz co uzyskało nominację do nagrody polskiego przemysłu fonograficznego Fryderyka w kategorii: album roku hip-hop/R&B. Również w lutym Sokół i Pono wystąpili podczas gali Viva Comet Awards. Natomiast w maju, także 2010 roku do sprzedaży trafił mixtape’ie duetu Fu i DJ Element – Projekt 30 Mixtape z gościnnym udziałem TPWC. Raperzy wystąpili w utworze „Bliski dla bliskich”. W piosence wystąpił także Koras związany m.in. z grupą Pokój z Widokiem na Wojnę. Również w 2010 roku działalności TPWC ulegała wstrzymaniu. Sokół podjął się kontynuacji działalności artystycznej w duecie wraz z piosenkarką Marysią Starostą. Pierwszy album pary pt. Czysta brudna prawda ukazał się w 2011 roku. Natomiast Pono skoncentrował się na karierze solowej i pracy działacza społecznego. Pierwsza od sześciu lat produkcja rapera pt. Wizjoner ukazała się w 2012 roku.

## Dyskografia
Albumy
| Rok  | Album                                                                   | Pozycja na liście | Sprzedaż       | Certyfikat                |
| Rok  | Album                                                                   | POL               | Sprzedaż       | Certyfikat                |
| ---- | ----------------------------------------------------------------------- | ----------------- | -------------- | ------------------------- |
| 2007 | Teraz pieniądz w cenie - Data: 14 grudnia 2007 - Wydawca: Prosto        | 10                | - POL: 60 000+ | - POL: 2x platynowa płyta |
| 2008 | Ty przecież wiesz co - Data: 20 grudnia 2008 - Wydawca: Prosto          | 13                | - POL: 30 000+ | - POL: platynowa płyta    |
| 2009 | To prawdziwa wolność człowieka - Data: 7 grudnia 2009 - Wydawca: 3label | 29                |                |                           |

Single
| Rok  | Tytuł     | Pozycja na liście | Album                  |
| Rok  | Tytuł     | SLiP              | Album                  |
| ---- | --------- | ----------------- | ---------------------- |
| 2008 | „W aucie” | 5                 | Teraz pieniądz w cenie |

Inne notowane utwory
| Rok  | Tytuł             | Pozycja na liście | Album                  |
| Rok  | Tytuł             | SLiP              | Album                  |
| ---- | ----------------- | ----------------- | ---------------------- |
| 2008 | „Uderz w puchara” | 16                | Teraz pieniądz w cenie |

Występy gościnne
| Album                                | Rok  | Utwór                                           | Źródło |
| ------------------------------------ | ---- | ----------------------------------------------- | ------ |
| DJ 600V – Produkcja hip-hop          | 1998 | „Bez refrenu” (gościnnie: TPWC)                 | [ 15 ] |
| WNB – Dowód odpowiedzialności        | 2003 | „Dowód odpowiedzialności” (gościnnie: TPWC, Fu) | [ 16 ] |
| DJ. B – Mixtape 2008                 | 2008 | „Boją się” (gościnnie: TPWC)                    | [ 17 ] |
| Fundacja nr 1 – Poste restante       | 2009 | „No baa” (gościnnie: TPWC, Koras)               | [ 18 ] |
| Fu & DJ Element – Projekt 30 Mixtape | 2010 | „Bliski dla bliskich” (gościnnie: Koras, TPWC)  | [ 19 ] |

## Teledyski
| Tytuł                                                          | Rok  | Reżyseria                            | Album                          | Źródło |
| -------------------------------------------------------------- | ---- | ------------------------------------ | ------------------------------ | ------ |
| „Uderz w puchara”                                              | 2007 | Full-Metal-Jacket                    | Teraz pieniądz w cenie         | [ 20 ] |
| „Uderz w puchara” (Brahu rmx) gościnnie: Brahu                 | 2007 | Full-Metal-Jacket                    | Teraz pieniądz w cenie         | [ 20 ] |
| „Uderz w puchara” (Tede rmx) gościnnie: Tede                   | 2007 | Full-Metal-Jacket                    | Teraz pieniądz w cenie         | [ 20 ] |
| „W aucie” (Fred rmx) gościnnie: Franek Kimono, Fred            | 2008 | Kuba Łubniewski                      | Teraz pieniądz w cenie         | [ 21 ] |
| „Lubisz hardcore” (live)                                       | 2008 | Pino TV                              | Teraz pieniądz w cenie         | [ 22 ] |
| „W aucie” (jazzboy rmx) gościnnie: Franek Kimono, Fred, Tomson | 2008 | Kuba Łubniewski, Krzysztof Ostrowski | Teraz pieniądz w cenie         | [ 23 ] |
| „Poczekalnia dusz” gościnnie: Sylwester Kozera                 | 2008 | Kuba Łubniewski                      | Ty przecież wiesz co           | [ 24 ] |
| „Miód i cukier”                                                | 2009 | –                                    | Ty przecież wiesz co           | [ 25 ] |
| „Nic na siłę”                                                  | 2009 | Kobas Laksa                          | To prawdziwa wolność człowieka | [ 26 ] |
| „Złudzenie” gościnnie: Jędker                                  | 2010 | Sebastian Perchel, Peri Films        | To prawdziwa wolność człowieka | [ 27 ] |

## Nagrody i wyróżnienia
| Rok  | Kategoria                                      | Nagroda                             | Uwagi     | Źródło |
| ---- | ---------------------------------------------- | ----------------------------------- | --------- | ------ |
| 2008 | Artysta roku (Sokół)                           | VIVA Comet Awards                   | Nominacja | [ 28 ] |
| 2008 | Charts Award                                   | VIVA Comet Awards                   | Nominacja | [ 28 ] |
| 2008 | Grand Prix („W aucie”)                         | Yach Film                           | Nominacja | [ 29 ] |
| 2008 | Scenariusz („W aucie”)                         | Yach Film                           | Laur      | [ 30 ] |
| 2008 | Hit roku 2008 („W aucie”)                      | Nagroda magazynu Pulp – Miazga roku | Laur      | [ 31 ] |
| 2009 | Przebój roku („W aucie”)                       | Superjedynki                        | Nominacja | [ 32 ] |
| 2009 | Grand Prix („Poczekalnia dusz”)                | Yach Film                           | Nominacja | [ 33 ] |
| 2009 | Klip w roku („W aucie”)                        | Eska Music Awards                   | Nominacja | [ 34 ] |
| 2009 | Teledysk roku („W aucie”)                      | Fryderyk                            | Laur      | [ 7 ]  |
| 2010 | Płyta hip-hop (To prawdziwa wolność człowieka) | Superjedynki                        | Nominacja | [ 35 ] |
| 2010 | Album roku hip-hop/R&B (Ty przecież wiesz co)  | Fryderyk                            | Nominacja | [ 12 ] |